# Relations entre la Bulgarie et la Croatie
Les relations entre la Bulgarie et la Croatie sont les relations extérieures bilatérales entre la Bulgarie et la Croatie, deux États membres de l'Union européenne. La Bulgarie a une ambassade à Zagreb tandis que la Croatie est représentée en Bulgarie par son ambassade à Sofia. Ces deux pays sont en outre des membres à part entière de l'OTAN.

## Histoire
Les relations diplomatiques entre les deux pays ont débuté le 13 août 1992.

### Relations entre l'adhésion de la Bulgarie à l'Union et l'adhésion croate (2007-2013)
En avril 2011, le Premier ministre de Bulgarie Boïko Borissov s'est rendu en visite officiel en Croatie pour rencontrer Jadranka Kosor, le président croate Ivo Josipović et le porte-parole du Parlement Luka Bebić. Il a notamment rappelé le soutien de la Bulgarie à l'Union européenne.

### Depuis l'adhésion de la Croatie à l'Union européenne
Les 14 et 15 avril 2015, le président bulgare Rossen Plevneliev et le Premier ministre croate Zoran Milanović se sont rencontrés lors d'une visite du chef de l’État bulgare en Croatie. Les discussions ont notamment porté sur le renforcement des relations bilatérales, les préparations visant à l'entrée de leurs deux pays dans l'espace Schengen et la situation dans le sud-est de l'Europe, notamment au sujet des possibles élargissements dans la région.
Le 30 mai 2017, le ministre des Affaires étrangères croate Davor Ivo Stier a été reçu par son homologue bulgare, la ministre Ekaterina Zakharieva, à Sofia. Le but de la visite est notamment d'établir des liaisons aériennes directes entre les deux pays. Les deux ministres ont également rappelé la proximité des positions bulgares et croates au sein de l'Union européenne et de l'OTAN. Ainsi la discussion a également porté sur les projets énergétiques (dont la construction d'un terminal de gaz liquéfié sur l'île de Krk en 2019), notamment dans le cadre de l'Union européenne.

## Sources
- (en) Cet article est partiellement ou en totalité issu de l’article de Wikipédia en anglais intitulé « Bulgaria–Croatia relations » (voir la liste des auteurs).